# (585) Билкис
(585) Билкис (лат. Bilkis) — астероид главного пояса, который относится к спектральному классу C. Он был открыт 16 февраля 1906 года немецким астрономом Августом Копффом в Обсерватории Хайдельберг-Кёнигштуль. Имя астероида взято в честь одного из арабских имён Царицы Савской.